# Cantharidae
I Cantaridi (Cantharidae Imhoff, 1856) sono una famiglia di coleotteri polifagi diffusa in tutto il mondo.

## Tassonomia
La famiglia comprende le seguenti sottofamiglie:
- Cantharinae Imhoff, 1856
- Silinae Mulsant, 1862
- Dysmorphocerinae Brancucci, 1980
- Malthininae Kiesenwetter, 1852
- Chauliognathinae LeConte, 1861
- Cydistinae Paulus, 1972
- Pterotinae LeConte, 1861
- Ototretinae McDermott, 1964
- Ototretadrilinae Crowson, 1972